# Bataille d'Englefield
Batailles
- Englefield
- Reading
- Ashdown
- Basing
- Meretun
- Ethandun

La bataille d'Englefield se déroule le 31 décembre 870 à Englefield, près de Reading, dans le Berkshire. Elle oppose l'armée du Wessex, conduite par Æthelwulf, ealdorman du Berkshire, aux envahisseurs danois, menés par deux de leurs comtes.
Les Anglo-Saxons sortent victorieux de cet affrontement : l'un des deux comtes ennemis, Sidrac, est tué, et l'armée viking repoussée vers son campement à Reading. C'est néanmoins une victoire sans lendemain. Quatre jours plus tard, la bataille de Reading se solde par une grave défaite pour le roi Æthelred et son frère Alfred. Æthelwulf, le vainqueur d'Englefield, y trouve la mort.